# Xã Mitcheltree, Quận Martin, Indiana
Xã Mitcheltree (tiếng Anh: Mitcheltree Township) là một xã thuộc quận Martin, tiểu bang Indiana, Hoa Kỳ. Năm 2010, dân số của xã này là 624 người.